# Tekarei Russell
Tekarei Tibwere Russell (* 1937) ist eine kiribatische Lehrerin und Politikerin. Sie gehörte zu den ersten einheimischen Lehrerinnen, war 1971 die erste Frau im Parlament und 1975 die erste Ministerin von Kiribati.

## Beruf, Politik und Ehrungen
Tekarei Russell wurde 1959 die erste einheimische Lehrerin an der Elaine Bernacchi School in Bikenibeu, einer Mädchenschule, die im selben Jahr eröffnet wurde. Nach dem Advisory Council von 1963, kam es 1967 zur Eröffnung des Repräsentantenhauses mit Einführung des aktiven und passiven Frauenwahlrechts. Russell wurde 1971 als Abgeordnete für South Tarawa, Betio und Banaba in das koloniale Parlament der Gilbert- und Elliceinseln gewählt. Bei den Wahlen vier Jahre später konnte sie ihren Sitz für South Tarawa verteidigen. Die Elliceinseln hatten sich im Jahr zuvor von der Kolonie getrennt.
Russell wurde 1975 zur Ministerin für Gesundheit und Familienplanung ernannt. Sie schied 1977 aus dem Amt. Nach Ablauf ihrer Zeit im Parlament ging sie als Lehrerin an eine staatliche Sekundarschule. Kiribati wurde 1979 unabhängig.
Russell veröffentlichte 1979 das Buch: Nei Ikuiku ma ana karaki.
Im Jahr 1999 erhielt Tekarei Russell die Medaille Ana Kamoamoa Kiribati (Der Stolz Kiribatis).Die Elaine Bernacchi School benannte das Russell House nach ihr.

## Veröffentlichungen
- Nei Ikuiku ma ana karaki. The Tungavalu Society 1979, University of the South Pacific, Suva 1994.
- Conserving Kiribati culture. In: Leonard Mason: Kiribati: a changing atoll culture. University of the South Pacific, Suva 1985. S. 111–122.